# Fabián Paz y Miño
José Fabián Paz y Miño (Quito, 16 marzo 1953) è un ex calciatore ecuadoriano, di ruolo attaccante. Figura al quarto posto della classifica dei realizzatori della Primera Categoría Serie A.

## Caratteristiche tecniche
Giocò come centravanti; posizionato sulla fascia sinistra, la rapidità e il senso del gol furono le sue principali peculiarità.

## Carriera

### Club
Nato e cresciuto a Quito, entrò a far parte del club dell'El Nacional — legato alle forze armate ecuadoriane — nel 1972, dopo aver ricevuto il premio come miglior esordiente di Pichincha. Guidato da Héctor Morales, Paz y Miño diventò uno dei giocatori più rappresentativi della compagine militare. A ventisette anni fu vittima di un infortunio che lo costrinse all'inattività per un anno; tuttavia, in seguito a delle sessioni di riabilitazione in Brasile, si riprese. Con otto campionati nazionali ottenuti durante la sua carriera professionistica è, con Carlos Ron, il calciatore con più titoli vinti in Ecuador. Le sue 155 marcature lo rendono inoltre il miglior marcatore per un solo club nel campionato ecuadoriano. Si ritirò nel settembre 1988, giocando la sua ultima partita contro la LDU Quito.

### Nazionale
Ha accumulato, nella sua decennale carriera a livello internazionale, diciannove presenze e quattro reti con la Nazionale di calcio dell'Ecuador; ha debuttato il 22 giugno 1975, ritirandosi poi dalla Nazionale il 21 febbraio 1985. Ha preso parte alla Copa América 1975.

## Palmarès

### Club

#### Competizioni nazionali
- Campionato ecuadoriano: 8

El Nacional: 1973, 1976, 1977, 1978, 1982, 1983, 1984, 1986

### Individuale
- Capocannoniere della Primera Categoría Serie A: 1

1977 (27 gol)